# Liste der Vögel Naurus
Die Liste der Vögel Naurus führt alle auf der mikronesischen Insel Nauru im Südpazifik beobachteten Vögel (Aves) auf. Sie enthält auch Arten, die vom Menschen eingeführt wurden (Neozoen), die bereits ausgestorben sind oder deren Nachweise nicht gesichert sind.
Grundlage für die Liste ist das Werk The Birds of Nauru von Donald W. Buden aus dem Jahr 2008. Die Taxonomie und Systematik, die englischen und nauruischen Trivialnamen sowie die Angaben der Spalten Status und Bemerkung entstammen, soweit nicht anders angegeben, der genannten Quelle. Die deutschen Trivialnamen entsprechen denen der Datenbank Avibase.
Die nauruische Avifauna ist mit 34 beobachteten Arten relativ artenarm. Es brüten nur sieben Arten auf der Insel, darunter mit dem Naururohrsänger (Acrocephalus rehsei) eine endemische Art.

## Liste
| Bild                      | wissenschaftlich         | deutsch                   | englisch                              | nauruisch | Status                                                         | Bemerkung |
| ------------------------- | ------------------------ | ------------------------- | ------------------------------------- | --------- | -------------------------------------------------------------- | --- |
| Tropensturmtaucher        | Puffinus bailloni        | Tropensturmtaucher        | Tropical Shearwater                   | Ederakui  | vermutlich ausgestorben                                        | Es ist nur ein vor 1902 gesammeltes Exemplar der Unterart P. b. dichrous bekannt. |
| Rotschwanz-Tropikvogel    | Phaethon rubricauda      | Rotschwanz-Tropikvogel    | Red-tailed tropicbird                 |           | hypothetisch                                                   | Es gibt gesicherte Nachweise von Nachbarinseln wie den Gilbertinseln oder Banaba, nicht aber von Nauru, wenngleich es wahrscheinlich erscheint, dass die Art dort gelegentlich auftaucht. |
| Weißschwanz-Tropikvogel   | Phaethon lepturus        | Weißschwanz-Tropikvogel   | White-tailed tropicbird               | Dedage    | seltener Standvogel, vermutlich Brutvogel                      | Diese Art wurde in geringen Zahlen regelmäßig beobachtet. Teilweise flogen Vögel Öffnungen in Klippen an, die sehr wahrscheinlich Brutplätze darstellten. |
| Brillenpelikan            | Pelecanus conspicillatus | Brillenpelikan            | Australian pelican                    |           | Irrgast                                                        | Der bislang (Stand: 2008) einzige Nachweis gelang ab dem 29. August 2002, wo sich ein Individuum mehrere Tage lang an der Buada-Lagune aufhielt. |
| Rotfußtölpel              | Sula sula                | Rotfußtölpel              | Red-footed booby                      |           | Irrgast                                                        | Es ist nur ein am 3. März 1900 gesammeltes Vogelbalg bekannt. |
| Weißbauchtölpel           | Sula leucogaster         | Weißbauchtölpel           | Brown booby                           | Gogora    | seltener Gastvogel außerhalb der Brutzeit                      | Im Südosten Naurus wurden 1961 bis zu 12 Individuen dieser Art gleichzeitig beobachtet. |
| Bindenfregattvogel        | Fregata minor            | Bindenfregattvogel        | Great frigatebird                     | Itsi      | seltener Gastvogel außerhalb der Brutzeit                      | Diese Art tritt deutlich seltener als Fregata ariel auf. |
| Arielfregattvogel         | Fregata ariel            | Arielfregattvogel         | Lesser frigatebird                    | Itsi      | mäßig seltener Gastvogel außerhalb der Brutzeit                | Die beiden Fregattvogelarten der Insel spielen eine bedeutende Rolle in der nauruischen Kultur, da es einen Brauch gibt, bei dem mehrere Männer eine Woche lang versuchen, möglichst viele Fregattvögel zu fangen und in Käfige zu sperren. |
| Riffreiher                | Egretta sacra            | Riffreiher                | Pacific reef heron                    | Gogora    | seltener Vogel, möglicherweise Brutvogel                       | Diese Art tritt in einer weißen und in einer blauen Morphe auf und konnte auf der Insel erst sehr selten beobachtet werden. |
| Bankivahuhn               | Gallus gallus            | Bankivahuhn               | Feral fowl / Domestic fowl            | Domo      | eingeführtes Neozoon                                           | Die Art ist nahe der Küste in Umgebung von menschlichen Siedlungen sehr häufig, während sie auf dem Zentralplateau der Insel eher selten vorkommt. Sie wurde wohl bereits im Jahr 1845 auf die Insel gebracht. |
| Tundra-Goldregenpfeifer   | Pluvialis fulva          | Tundra-Goldregenpfeifer   | Pacific golden plover                 | Iwyiyi    | häufiger Gastvogel außerhalb der Brutzeit                      | Am Jahresanfang tritt der Vogel in Zahlen von bis zu 1000 Individuen auf. Er kommt vor allem an der Küste am Strand und im Watt vor, in geringeren Zahlen auch auf Offenflächen des Zentralplateaus der Insel. |
| Kiebitzregenpfeifer       | Pluvialis squatarola     | Kiebitzregenpfeifer       | Grey plover / Black-bellied plover    |           | Irrgast                                                        | Der bislang (Stand: 2008) einzige Nachweis gelang am 2. Mai 1961. |
| Mongolenregenpfeifer      | Charadrius mongolus      | Mongolenregenpfeifer      | Lesser sandplover                     |           | hypothetisch                                                   | Wenngleich die Art in mehreren Artenlisten für Nauru aufgeführt ist, gelang bislang (Stand: 2008) kein gesicherter Nachweis auf Nauru. Sie wurde jedoch auf den benachbarten Salomonen beobachtet. |
| Wüstenregenpfeifer        | Charadrius leschenaultii | Wüstenregenpfeifer        | Greater sandplover                    |           | hypothetisch                                                   | Wenngleich die Art in mehreren Artenlisten für Nauru aufgeführt ist, gelang bislang (Stand: 2008) kein gesicherter Nachweis auf Nauru. Sie wurde jedoch auf den benachbarten Salomonen beobachtet. |
| Pfuhlschnepfe             | Limosa lapponica         | Pfuhlschnepfe             | Bar-tailed godwit                     |           | hypothetisch                                                   | Wenngleich die Art in mehreren Artenlisten für Nauru aufgeführt ist, gelang bislang (Stand: 2008) kein gesicherter Nachweis auf Nauru. Sie wurde jedoch auf den benachbarten Salomonen beobachtet. |
| Regenbrachvogel           | Numenius phaeopus        | Regenbrachvogel           | Whimbrel                              | Kiwoiy    | Gastvogel außerhalb der Brutzeit                               | Zwar wurde die Art verhältnismäßig selten beobachtet, jedoch kommt sie aufgrund ihres Verbreitungsmusters wohl deutlich häufiger als angenommen vor. |
| Borstenbrachvogel         | Numenius tahitiensis     | Borstenbrachvogel         | Bristle-thighed curlew                |           | Gastvogel außerhalb der Brutzeit                               | Bislang (Stand: 2008) gelang erst ein gesicherter Nachweis eines besenderten Vogels aus Alaska. Auf benachbarten Inseln wie den Marshallinseln, Gilbertinseln und Salomonen wurde der Vogel allerdings schon häufiger beobachtet, weswegen anzunehmen ist, dass er auch auf Nauru ein regelmäßiger Gastvogel ist.                                                                                   |
| Grauschwanz-Wasserläufer  | Tringa brevipes          | Grauschwanz-Wasserläufer  | Grey-tailed tattler                   |           | Gastvogel außerhalb der Brutzeit                               | Die beiden optisch schwer zu unterscheidenden Wasserläuferarten kommen auf Nauru als Gastvögel wohl recht häufig einzeln oder in Gruppen von bis zu 20 Individuen vor. |
| Wanderwasserläufer        | Tringa incana            | Wanderwasserläufer        | Wandering tattler                     |           | Gastvogel außerhalb der Brutzeit                               | Die beiden optisch schwer zu unterscheidenden Wasserläuferarten kommen auf Nauru als Gastvögel wohl recht häufig einzeln oder in Gruppen von bis zu 20 Individuen vor. |
| Steinwälzer               | Arenaria interpres       | Steinwälzer               | Ruddy turnstone                       | Dugudubwa | häufiger Gastvogel außerhalb der Brutzeit                      | Diese Art tritt in Zahlen von bis zu 40 Individuen an den Küsten und im Inneren der Insel auf. Steinwälzer werden von den Einheimischen oft eingefangen und als Haustier gehalten. |
| Spitzschwanz-Strandläufer | Calidris acuminata       | Spitzschwanz-Strandläufer | Sharp-tailed sandpiper                |           | Irrgast                                                        | Der bislang (Stand: 2008) einzige Nachweis gelang am 5. November 1961, als sich ein Individuum der Art auf der Start- und Landebahn des Flughafens aufhielt. |
| Braunnoddi                | Anous stolidus           | Braunnoddi                | Brown noddy                           | Doquae    | häufiger Brut- und Standvogel                                  | Der nauruische Brutbestand dieser an der Küste, in Palmen und zwischen Felsen des Zentralplateaus brütenden Art wurde 1962 auf 3000 Individuen geschätzt. |
| Weißkopfnoddi             | Anous minutus            | Weißkopfnoddi             | Black noddy                           | Demererik | häufiger Brut- und Standvogel                                  | Der nauruische Brutbestand dieser Art hat stark abgenommen, da diese intensiv zum Verzehr und als Sport bejagt wird und durch den intensiven Phosphatabbau auf der Insel ein Großteil der hohen Bäume zerstört wurden, die als Brutplätze genutzt wurden. |
| Feenseeschwalbe           | Gygis alba               | Feenseeschwalbe           | White tern                            | Dagigia   | häufiger Brut- und Standvogel                                  | Der nauruische Brutbestand wurde in verschiedenen Schätzungen auf 500 bis 1000 bzw. auf 1000 bis 2000 adulte Individuen geschätzt. Am häufigsten brütet die Art in Reliktwäldern am Rande des Zentralplateaus der Insel. |
| Rußseeschwalbe            | Onychoprion fuscatus     | Rußseeschwalbe            | Sooty tern                            |           | Irrgast                                                        | Der bislang (Stand: 2008) einzige Nachweis betrifft ein 1973 tot aufgefundenes Individuum. |
| Weißflügel-Seeschwalbe    | Chlidonias leucopterus   | Weißflügel-Seeschwalbe    | White-winged tern                     |           | Irrgast                                                        | Der bislang (Stand: 2008) einzige gesicherte Nachweis gelang im Jahr 2007, als sich vom 30. März bis 4. April ein Individuum an der Buada-Lagune aufhielt, wobei das vermutlich gleiche Individuum bereits im Dezember 2006 beobachtet worden war. |
| Schwarznacken-Seeschwalbe | Sterna sumatrana         | Schwarznacken-Seeschwalbe | Black-naped tern                      |           | hypothetisch                                                   | Es gibt keine bestätigten Nachweise der Art auf Nauru, jedoch auf verschiedenen benachbarten Inseln, sodass ein gelegentliches Erscheinen der Art auf Nauru wahrscheinlich ist. |
| Eilseeschwalbe            | Thalasseus bergii        | Eilseeschwalbe            | Great crested Tern                    |           | Irrgast                                                        | Der bislang (Stand: 2008) einzige gesicherte Nachweis betrifft ein vor 1902 gesammeltes Exemplar aus dem Museum für Naturkunde in Berlin, das ursprünglich fälschlicherweise als Sterna media bestimmt wurde. Diese Art heißt heute Thalasseus bengalensis (Rüppellseeschwalbe bzw. lesser crested Tern).                                                                                           |
| Straßentaube              | Columba livia            | Straßentaube              | Feral pigeon                          |           | eingeführtes Neozoon                                           | Diese Art wurde Mitte der 1990er Jahre auf Nauru eingeführt. Zwar wurden bislang keine Brutnachweise erbracht, jedoch gelten Bruten als wahrscheinlich. Der Vogel kommt in der Nähe der Küste und menschlicher Siedlungen regelmäßig in geringen Zahlen vor, während er auf dem Zentralplateau der Insel sehr selten ist.                                                                           |
| Karolinenfruchttaube      | Ducula oceanica          | Karolinenfruchttaube      | Micronesian pigeon                    | Tope      | seltener Brut- und Standvogel                                  | Während der Brutbestand im Jahr 1962 auf noch etwa 500 Individuen geschätzt wurde, wurde die Art im Jahr 2007 von BirdLife International als auf Nauru vermutlich ausgestorben gelistet. Kurz darauf wurde jedoch eine fortbestehende Population auf dem Zentralplateau bestätigt, die auf 75 bis 100 Individuen geschätzt wird, wohingegen die Art in Küstennähe nicht mehr auftritt.              |
| Langschwanzkoel           | Urodynamis taitensis     | Langschwanzkoel           | Long-tailed koel / Long-tailed cuckoo |           | Gastvogel außerhalb der Brutzeit                               | Die bislang (Stand: 2008) einzigen gesicherten Nachweise dieser Art auf Nauru wurden am 23. Dezember 2006 und am 3. April 2007 am Rande von Reliktwäldern auf dem Zentralplateau erbracht, allerdings wird die Art von Einheimischen als regelmäßig auftretend beschreiben. |
| Halsbandliest             | Todiramphus chloris      | Halsbandliest             | Collared kingfisher                   |           | hypothetisch                                                   | Zwischen April und Juli 1961 wurden zwei Eisvögel beobachtet, die ursprünglich als Todiramphus chloris bestimmt wurden, was jedoch später angezweifelt und stattdessen eine Bestimmung als Todiramphus sanctus (Götzenliest bzw. sacred kingfisher) vorgeschlagen wurde. Da die Artzugehörigkeit dieser Beobachtung nicht gesichert ist, wird Todiramphus chloris als hypothetische Art aufgeführt. |
|                           | Acrocephalus rehsei      | Naururohrsänger           | Nauru reed-warbler                    | Itsirir   | häufiger Brut- und Standvogel                                  | Der Brutbestand dieses auf Nauru endemischen Singvogels wurde in verschiedenen Schätzungen auf 10.000 bis 20.000 bzw. auf etwa 5000 Individuen geschätzt. |
| Zebrafink                 | Taeniopygia guttata      | Zebrafink                 | Zebra finch                           |           | eingeführter, aber ausgestorbener bzw. nicht etablierter Vogel | In den 1950er Jahren gelangten vier Zebrafinken aus Australien nach Nauru. Im Jahr 1961 wurden mindestens sechs Individuen beobachtet. Seitdem gelangen jedoch keine Nachweise mehr, weswegen davon auszugehen ist, dass die Art auf Nauru ausgestorben ist. |

Anmerkungen:
1. ↑  Es handelt sich hierbei um die als eigene Art abgespaltene frühere Unterart bailloni des Audubonsturmtauchers bzw. Audubon’s shearwater (Puffinus lherminieri), die von Buden 2008 noch als Unterart betrachtet und daher als P. lherminieri aufgeführt wurde.